# Мологівська сільська рада
Моло́гівська сільська́ ра́да — орган місцевого самоврядування Мологівської сільської громади, Білгород-Дністровський район Одеської області.

## Склад ради
Рада складається з 20 депутатів та голови.
- Голова ради:
- Секретар ради: Гаврилюк Ганна Пилипівна

### Керівний склад попередніх скликань
| Прізвище, ім'я, по батькові | Основні відомості                                    | Дата обрання | Дата звільнення |
| --------------------------- | ---------------------------------------------------- | ------------ | --------------- |
| Бєлічкова Таїсія Миколаївна | Сільський голова, 1948 року народження, позапартійна | 26.03.2006   | 31.10.2010      |

Примітка: таблиця складена за даними сайту Верховної Ради України

### Депутати
За результатами місцевих виборів 2010 року депутатами ради стали:

#### За суб'єктами висування
| Суб'єкт висування           | Кількість обраних депутатів | %  |
| --------------------------- | --------------------------- | -- |
| Самовисування               | 11                          | 55 |
| Партія регіонів             | 7                           | 35 |
| Комуністична партія України | 2                           | 10 |

#### За округами
| № округу                    | Прізвище, ім'я, по батькові      | Дата визнання обраним | Освіта             | Партійна приналежність            | Відомості про обраного депутата                       |
| --------------------------- | -------------------------------- | --------------------- | ------------------ | --------------------------------- | ----------------------------------------------------- |
| Комуністична партія України |                                  |                       |                    |                                   |                                                       |
| 10                          | Полторак Микола Єфимович         | 03.11.2010            | вища               | член Комуністичної партії України | пенсіонер                                             |
| 13                          | Коколан Вікторія Борисівна       | 03.11.2010            | незакінчена вища   | член Комуністичної партії України | соціальна відпустка                                   |
| Партія регіонів             |                                  |                       |                    |                                   |                                                       |
| 1                           | Тюпа Ольга Олександрівна         | 03.11.2010            | середня спеціальна | член Партії регіонів              | фельдшерсько-акушерський пункт с. Бикоза, завідувачка |
| 3                           | Сіміненко Олександра Пилипівна   | 03.11.2010            | середня спеціальна | член Партії регіонів              | ВАТ «Лиманський», бухгалтер                           |
| 4                           | Василенко Лариса Павлівна        | 03.11.2010            | середня спеціальна | член Партії регіонів              | домогосподарка                                        |
| 8                           | Зозуля Любов Іванівна            | 03.11.2010            | середня спеціальна | член Партії регіонів              | Мологівська сільська рада, діловод                    |
| 11                          | Гаврилюк Ганна Пилипівна         | 03.11.2010            | вища               | член Партії регіонів              | Мологівська сільська рада, секретар                   |
| 12                          | Дубина Сергій Матвійович         | 03.11.2010            | середня спеціальна | член Партії регіонів              | ТОВ «Телекомпанія ЛІС», працівник                     |
| 15                          | Івасенко Тетяна Вікторівна       | 03.11.2010            | середня спеціальна | член Партії регіонів              | дошкільний навчальний заклад «Веселка», вихователь    |
| Самовисування               |                                  |                       |                    |                                   |                                                       |
| 2                           | Мартинюк Валентин Вікторович     | 03.11.2010            | середня спеціальна | позапартійний                     | с. Бикоза, фермер                                     |
| 5                           | Бєляєва Валентина Петрівна       | 03.11.2010            | середня спеціальна | позапартійна                      | будинок культури, директор                            |
| 6                           | Сорокіна Тетяна Григорівна       | 03.11.2010            | вища               | член Партії регіонів              | Мологівська сільська рада, спеціаліст                 |
| 7                           | Куленко Раїса Петрівна           | 03.11.2010            | середня спеціальна | член Народної партії              | приватний підприємець                                 |
| 9                           | Михайличенко Вадим Григорович    | 03.11.2010            | вища               | член Партії регіонів              | РВ УМВС, слідчий                                      |
| 14                          | Молодець Ірина Леонідівна        | 03.11.2010            | середня спеціальна | позапартійна                      | сільська бібліотека, бібліотекар                      |
| 16                          | Кожухар Оксана Анатоліївна       | 03.11.2010            | середня спеціальна | член Партії регіонів              | Молозька загальноосвітня школа I-III ст., психолог    |
| 17                          | Мальцев Олег Іванович            | 03.11.2010            | середня спеціальна | член Партії регіонів              | приватний підприємець                                 |
| 18                          | Козловська Наталія Володимирівна | 03.11.2010            | вища               | член Партії регіонів              | Молозька загальноосвітня школа I-III ст., вчитель     |
| 19                          | Подрезенко Алла Ігорівна         | 03.11.2010            | середня спеціальна | член Партії регіонів              | ВАТ «Лиманський», економіст                           |
| 20                          | Скляр Ольга Олександрівна        | 03.11.2010            | середня спеціальна | член Партії регіонів              | Мологівська сільська рада, паспортист                 |